# Paul Shan Kuo-hsi
Paul Shan Kuo-hsi S.J. (em mandarim, 單國璽) (Puyang, 3 de dezembro de 1923 — Novo Taipé, 22 de agosto de 2012) foi um cardeal chinês, bispo-emérito de Kaohsiung e de Hwalien. Ex-Presidente da Universidade Católica Fu Jen.
Foi ordenado padre em 18 de março de 1955. Em 1979, é consagrado bispo de Hwalien, exercendo o episcopado até 1991, quando foi transferido para a Kaohsiung, onde foi bispo de 1991 a 2006.
Foi criado cardeal em 1998 pelo Papa João Paulo II, com o título de Cardeal-padre de S. Crisogono, sendo-lhe imposto o barrete cardinalício em 21 de fevereiro de 1998. Em 2005, participou do conclave que elegeu Joseph Ratzinger como Papa Bento XVI, como cardeal não-votante.